# Liste der AFC-Champions-League-Elite-Endspiele
Diese Liste der AFC-Champions-League-Elite-Endspiele enthält alle Finalbegegnungen des von der Asian Football Confederation (AFC) organisierten wichtigsten Kontinentalwettbewerbs für asiatische Fußball-Vereinsmannschaften im Überblick. Zunächst wurde der Wettbewerb von 1967 bis 1971 als Asian Champion Club Tournament, dann von 1985 bis 2002 als Asian Club Championship und von 2003 bis 2024 als AFC Champions League ausgetragen. Seit der Saison 2024/25 wird er unter der Bezeichnung AFC Champions League Elite weitergeführt.
Der Modus der Endspiele änderte sich im Laufe der Zeit mehrfach. Bei den ersten fünf Austragungen fand das Finale als einzelnes Spiel statt. 1986 wurde zum Abschluss ein Rundenturnier veranstaltet. Die nächsten drei Spielzeiten bis 1990 wurden mit Hin- und Rückspiel ausgetragen. Von 1991 bis 2002 gab es wieder nur ein Einzelspiel. Während der Zeit als Champions League fanden bis auf sechs Ausnahmen (2009 bis 2012 sowie 2020 und 2021 im Zuge der weltweiten Corona-Pandemie) die Endspiele erneut mit Hin- und Rückspiel statt. Seit 2025 wird das Finale wieder in einem Spiel entschieden.

## Die Endspiele und Sieger
| Saison    | Stadion                           | Stadt        | Sieger                   | Ergebnis              | Finalist                 |
| --------- | --------------------------------- | ------------ | ------------------------ | --------------------- | ------------------------ |
| 1967      | Suphachalasai Stadium             | Bangkok      | Hapoel Tel Aviv          | 2:1                   | Selangor FA              |
| 1969      | Suphachalasai Stadium             | Bangkok      | Maccabi Tel Aviv         | 1:0 n. V.             | Yangzee FC               |
| 1970      | Amjadiyeh-Stadion                 | Teheran      | Taj Club                 | 2:1 n. V.             | Hapoel Tel Aviv          |
| 1971      | Suphachalasai Stadium             | Bangkok      | Maccabi Tel Aviv         | 0w/o                  | al-Shorta SC             |
| 1985/86   | Prince Abdullah al-Faisal Stadium | Dschidda     | Daewoo Royals            | 3:1 n. V.             | al-Ahli                  |
| 1986      |                                   | Riad         | Furukawa Electric SC     | Ligasystem            | al-Hilal                 |
| Saison    | Stadion                           | Stadt        | Heimmannschaft           | Ergebnis              | Gastmannschaft           |
| 1987      | Prince Faisal bin Fahd Stadium    | Riad         | al-Hilal                 | 0w/o                  | Yomiuri FC               |
| 1987      | Ajinomoto Field Nishigaoka        | Tokio        | Yomiuri FC               | 0w/o                  | al-Hilal                 |
| 1988/89   | al-Shaab-Stadion                  | Bagdad       | al-Rasheed SC            | 3:2                   | al-Sadd SC               |
| 1988/89   | Jassim-Bin-Hamad-Stadion          | ar-Rayyan    | al-Sadd SC               | (a)1:0(a)             | al-Rasheed SC            |
| 1989/90   | Mitsuzawa Football Stadium        | Yokohama     | Nissan FC                | 1:2                   | Liaoning Hongyun         |
| 1989/90   | Tiexi Stadium                     | Shenyang     | Liaoning Hongyun         | 1:1                   | Nissan FC                |
| Saison    | Stadion                           | Stadt        | Sieger                   | Ergebnis              | Finalist                 |
| 1990/91   | Bangabandhu National Stadium      | Dhaka        | Esteghlal Teheran        | 2:1                   | Liaoning Hongyun         |
| 1991      | Khalifa International Stadium     | ar-Rayyan    | al-Hilal                 | 1:1 n. V. (4:3 i. E.) | Esteghlal Teheran        |
| 1992/93   | al-Ahli-Stadion                   | Manama       | PAS Teheran FC           | 1:0                   | al-Shabab                |
| 1993/94   | Suphachalasai Stadium             | Bangkok      | Thai Farmers Bank FC     | 2:1                   | Oman Club                |
| 1994/95   | Suphachalasai Stadium             | Bangkok      | Thai Farmers Bank FC     | 1:0                   | al-Arabi                 |
| 1995      | König-Fahd-Stadion                | Riad         | Ilhwa Chunma             | 1:0 n. V.             | al-Nassr FC              |
| 1996/97   | Nationalstadion Bukit Jalil       | Kuala Lumpur | Pohang Steelers          | 2:1 n. V.             | Seongnam Ilhwa Chunma    |
| 1997/98   | Hong Kong Stadium                 | Hongkong     | Pohang Steelers          | 0:0 n. V. (6:5 i. E.) | Dalian Wanda             |
| 1998/99   | Azadi-Stadion                     | Teheran      | Júbilo Iwata             | 2:1                   | Esteghlal Teheran        |
| 1999/2000 | König-Fahd-Stadion                | Riad         | al-Hilal                 | 3:2 n. V.             | Júbilo Iwata             |
| 2000/01   | Suwon-World-Cup-Stadion           | Suwon        | Suwon Samsung Bluewings  | 1:0                   | Júbilo Iwata             |
| 2001/02   | Azadi-Stadion                     | Teheran      | Suwon Samsung Bluewings  | 0:0 n. V. (4:2 i. E.) | Anyang LG Cheetahs       |
| Saison    | Stadion                           | Stadt        | Heimmannschaft           | Ergebnis              | Gastmannschaft           |
| 2002/03   | Tahnoun bin Mohammed Stadium      | al-Ain       | Al Ain Club              | 2:0                   | BEC-Tero Sasana          |
| 2002/03   | Rajamangala Stadium               | Bangkok      | BEC-Tero Sasana          | 1:0                   | Al Ain Club              |
| 2004      | Prince Abdullah al-Faisal Stadium | Dschidda     | Ittihad FC               | 1:3                   | Seongnam Ilhwa Chunma    |
| 2004      | Seongnam-Stadion                  | Seongnam     | Seongnam Ilhwa Chunma    | 0:5                   | Ittihad FC               |
| 2005      | Tahnoun bin Mohammed Stadium      | al-Ain       | Al Ain Club              | 1:1                   | Ittihad FC               |
| 2005      | Prince Abdullah al-Faisal Stadium | Dschidda     | Ittihad FC               | 4:2                   | Al Ain Club              |
| 2006      | Jeonju-World-Cup-Stadion          | Jeonju       | Jeonbuk Hyundai Motors   | 2:0                   | al-Karama                |
| 2006      | Chālid-ibn-al-Walīd-Stadion       | Homs         | al-Karama                | 2:1                   | Jeonbuk Hyundai Motors   |
| 2007      | Foolad Shahr Stadium              | Fuladshahr   | Sepahan FC               | 1:1                   | Urawa Red Diamonds       |
| 2007      | Saitama Stadium 2002              | Saitama      | Urawa Red Diamonds       | 2:0                   | Sepahan FC               |
| 2008      | Osaka Expo ’70 Stadion            | Suita        | Gamba Osaka              | 3:0                   | Adelaide United          |
| 2008      | Hindmarsh Stadium                 | Adelaide     | Adelaide United          | 0:2                   | Gamba Osaka              |
| Saison    | Stadion                           | Stadt        | Sieger                   | Ergebnis              | Finalist                 |
| 2009      | Olympiastadion Tokio              | Tokio        | Pohang Steelers          | 2:1                   | Ittihad FC               |
| 2010      | Olympiastadion Tokio              | Tokio        | Seongnam Ilhwa Chunma    | 3:1                   | Zob Ahan Isfahan         |
| 2011      | Jeonju-World-Cup-Stadion          | Jeonju       | al-Sadd SC               | 2:2 n. V. (4:2 i. E.) | Jeonbuk Hyundai Motors   |
| 2012      | Ulsan-Munsu-Fußballstadion        | Ulsan        | Ulsan Hyundai            | 3:0                   | al-Ahli                  |
| Saison    | Stadion                           | Stadt        | Heimmannschaft           | Ergebnis              | Gastmannschaft           |
| 2013      | Seoul-World-Cup-Stadion           | Seoul        | FC Seoul                 | 2:2                   | Guangzhou Evergrande     |
| 2013      | Tianhe-Stadion                    | Guangzhou    | Guangzhou Evergrande     | (a)1:1(a)             | FC Seoul                 |
| 2014      | Parramatta Stadium                | Sydney       | Western Sydney Wanderers | 1:0                   | al-Hilal                 |
| 2014      | König-Fahd-Stadion                | Riad         | al-Hilal                 | 0:0                   | Western Sydney Wanderers |
| 2015      | al-Rashid Stadium                 | Dubai        | al-Ahli Dubai            | 0:0                   | Guangzhou Evergrande     |
| 2015      | Tianhe-Stadion                    | Guangzhou    | Guangzhou Evergrande     | 1:0                   | al-Ahli Dubai            |
| 2016      | Jeonju-World-Cup-Stadion          | Jeonju       | Jeonbuk Hyundai Motors   | 2:1                   | al Ain Club              |
| 2016      | Hazza-Bin-Zayed-Stadion           | al-Ain       | al Ain Club              | 1:1                   | Jeonbuk Hyundai Motors   |
| 2017      | König-Fahd-Stadion                | Riad         | al-Hilal                 | 1:1                   | Urawa Red Diamonds       |
| 2017      | Saitama Stadium 2002              | Saitama      | Urawa Red Diamonds       | 1:0                   | al-Hilal                 |
| 2018      | Kashima Soccer Stadium            | Kashima      | Kashima Antlers          | 2:0                   | Persepolis Teheran       |
| 2018      | Azadi-Stadion                     | Teheran      | Persepolis Teheran       | 0:0                   | Kashima Antlers          |
| 2019      | KSU Stadium                       | Riad         | al-Hilal                 | 1:0                   | Urawa Red Diamonds       |
| 2019      | Saitama Stadium 2002              | Saitama      | Urawa Red Diamonds       | 0:2                   | al-Hilal                 |
| Saison    | Stadion                           | Stadt        | Sieger                   | Ergebnis              | Finalist                 |
| 2020      | al-Janoub-Stadion                 | al-Wakra     | Ulsan Hyundai            | 2:1                   | Persepolis Teheran       |
| 2021      | König-Fahd-Stadion                | Riad         | al-Hilal                 | 2:0                   | Pohang Steelers          |
| Saison    | Stadion                           | Stadt        | Heimmannschaft           | Ergebnis              | Gastmannschaft           |
| 2022/23   | König-Fahd-Stadion                | Riad         | al-Hilal                 | 1:1                   | Urawa Red Diamonds       |
| 2022/23   | Saitama Stadium 2002              | Saitama      | Urawa Red Diamonds       | 1:0                   | al-Hilal                 |
| 2023/24   | Yokohama International Stadium    | Yokohama     | Yokohama F. Marinos      | 2:1                   | al Ain Club              |
| 2023/24   | Hazza-Bin-Zayed-Stadion           | al-Ain       | al Ain Club              | 5:1                   | Yokohama F. Marinos      |
| Saison    | Stadion                           | Stadt        | Sieger                   | Ergebnis              | Finalist                 |
| 2024/25   | King Abdullah Sports City Stadium | Dschidda     | al-Ahli                  | 2:0                   | Kawasaki Frontale        |
| 2025/26   |                                   | Riad         |                          |                       |                          |

Anmerkungen
1. ↑  al-Shorta trat nicht an, sodass Maccabi Tel Aviv zum Sieger erklärt wurde.
2. 1 2  al-Hilal trat nicht an, sodass Yomiuri FC zum Sieger erklärt wurde.

## Varia
Von den 40 bisher ausgetragenen Endspielen (1971, 1986 und 1987 nicht mitgezählt, Hin- und Rückspiele gemeinsam betrachtet) gingen zehn in die Verlängerung. Sechs wurden dann in dieser entschieden. In vier Endspielen folgte im Anschluss an die Verlängerung ein Elfmeterschießen, da es auch nach dem Ende der Verlängerung noch unentschieden stand. Dreimal kam es nicht zu einem Endspiel: In zwei Fällen trat einer der beiden Finalisten nicht an, wodurch der Gegner automatisch zum Gewinner ernannt wurde; einmal wurde der Sieger durch ein Rundenturnier ermittelt. Bei den Endspielen mit Hin- und Rückspiel gewann zweimal eine Mannschaft den Pokal aufgrund der mehr geschossenen Auswärtstore (al-Sadd 1989 und Guangzhou Evergrande 2013).
Jeweils zwölfmal endete ein Endspiel (in den Jahren mit zwei Endspielen ggf. nur Hin- oder Rückspiel) mit einem Ergebnis von 2:1 oder 1:0, je achtmal mit 2:0 oder 1:1, dreimal mit 3:1, je zweimal mit 3:0, 3:2 oder 2:2 sowie je einmal mit 5:0, 5:1 oder 4:2. Fünfmal konnte in einem Endspiel in der regulären Spielzeit (maximal 120 Minuten) kein einziges Tor erzielt werden.
Zweimal standen sich Vereine aus dem gleichen Land im Finale gegenüber, 1997 und 2002, beide Male aus Südkorea.

## Rangliste der Austragungsorte
Häufigste Austragungsorte mit bisher sechs Endspielen ist das König-Fahd-Stadion in Riad. Riad ist auch die Stadt, in der mit neun Partien in drei verschiedenen Stadien die meisten Endspiele stattfanden. Häufigste Gastgeber ist mit 13 Endspielen Saudi-Arabien. In den Jahren mit zwei Endspielen werden Hin- und Rückspiel jeweils einzeln gezählt.
| Rang | Stadion                           | Austr. |
| ---- | --------------------------------- | ------ |
| 01   | König-Fahd-Stadion                | 6      |
| 02   | Suphachalasai Stadium             | 5      |
| 03   | Saitama Stadium 2002              | 4      |
| 04   | Azadi-Stadion                     | 3      |
|      | Jeonju-World-Cup-Stadion          | 3      |
|      | Prince Abdullah al-Faisal Stadium | 3      |
| 07   | Hazza-Bin-Zayed-Stadion           | 2      |
|      | Olympiastadion Tokio              | 2      |
|      | Tahnoun bin Mohammed Stadium      | 2      |
|      | Tianhe-Stadion                    | 2      |

| Rang | Stadt     | Austr. |
| ---- | --------- | ------ |
| 01   | Riad      | 9      |
| 02   | Bangkok   | 6      |
| 03   | al-Ain    | 4      |
|      | Dschidda  | 4      |
|      | Saitama   | 4      |
|      | Teheran   | 4      |
| 07   | Jeonju    | 3      |
|      | Tokio     | 3      |
| 09   | ar-Rayyan | 2      |
|      | Guangzhou | 2      |
|      | Yokohama  | 2      |

| Rang | Land               | Austr. |
| ---- | ------------------ | ------ |
| 01   | Saudi-Arabien      | 13     |
| 02   | Japan              | 11     |
| 03   | Südkorea           | 07     |
| 04   | Thailand           | 06     |
| 05   | Iran               | 05     |
|      | Ver. Arab. Emirate | 05     |
| 07   | China              | 03     |
|      | Katar              | 03     |
| 09   | Australien         | 02     |